# O Sequestro (1981)
O Sequestro é um filme brasileiro de 1981, do gênero policial, dirigido por Victor di Mello e produzido por Carlo Mossy.

## Sinopse
O misterioso sequestro do menino Zezinho, filho de um falido proprietário de uma pequena indústria de couro na Baixada Fluminense, traz à tona toda a violência e corrupção de três agentes da polícia do Rio de Janeiro.

## Elenco
- Jorge Dória como Marcondes[1]
- Milton Moraes como Argola[1]
- Carlo Mossy como Vilarinho[1]
- Helena Ramos como Fátima[1]
- Adriano Reys como Pedro[1]
- Gracinda Couto como Alice[1]
- Myriam Pérsia como Lucinha[1]
- Otávio Augusto como Maurílio[1]
- Paulo Pinheiro como Daniel[1]
- Maria Alves como Petrolina[1]
- Celso Faria como Banqueiro[1]
- Fernando José como Derácio[1]
- Luiz Bandeira como Gustavo[1]
- Jorge Stephen Mello como Zezinho[1]